# Tetê Medina
Maria Thereza de Medina (Rio de Janeiro, 29 de janeiro de 1940 – Rio de Janeiro, 2 de julho de 2024), conhecida profissionalmente como Tetê Medina, foi uma atriz, escritora e artista plástica brasileira.

## Biografia
Tetê Medina atua na TV, no cinema e no teatro. Começou sua carreira fazendo um curso de interpretação teatral com Gianni Ratto, cenógrafo do Piccolo Teatro de Milano. Curso com Joe Chaikin, diretor do Open Theather de Nova York. 
Atuou em peças como A China é Azul (1972) - Prêmio Molière de melhor atriz, Calabar (1973) - peça proibida pela censura da época, Pippin (1974), Os Veranistas, de Gorki (1978) - Troféu Mambembe de melhor atriz, A Eterna Luta Entre o Homem e a Mulher (1982) e Círculo das Luzes (2002). Está afastada da televisão desde 2001.
Em novelas, fez participações marcantes em Água Viva e Coração Alado.
Escreveu seis peças de teatro, sendo uma delas O Homem de Rosto Sem Face - Fez leitura na PUC, na Academia Brasileira de Letras e na Casa da Gávea.
Escreveu 38 livros de poesias, romances, romances policiais, contos, novela literária e muitos outros.
Como artista plástica fez 900 desenhos em nanquim, giz colorido, lápis de cor, pastel, lápis tinta, tinta para tecido e uma lista de 90 ideias.
Fez ainda 4 performances.

### Morte
Tetê Medina faleceu aos 84 anos no dia 2 de julho de 2024. A causa da morte não foi divulgada.

## Filmografia

### Televisão
| Ano  | Título                  | Personagem       | Notas                 |
| ---- | ----------------------- | ---------------- | --------------------- |
| 1969 | Nino, o Italianinho     | Ada              |                       |
| 1972 | Caso Especial           | —                | Episódio: "Mulher"    |
| 1980 | Água Viva               | Lucy Fragonard   | Participação Especial |
| 1980 | Coração Alado           | Crystal Camerino |                       |
| 1984 | Transas e Caretas       | Danusa           |                       |
| 1984 | Santa Marta Fabril S.A. | Vera             |                       |
| 1998 | Labirinto               | Zuleica          |                       |
| 1999 | Mulher                  | Isabel           | Episódio: "Bolero"    |

### Cinema
| Ano  | Título                     | Personagem        | Notas                                   |
| ---- | -------------------------- | ----------------- | --------------------------------------- |
| 1970 | Eu sou Vida, Não Sou Morte | Mulher            | Curta-metragem                          |
| 1971 | A Casa Assassinada         | Ana               | Troféu APCA de Melhor Atriz Coadjuvante |
| 1972 | Os Inconfidentes           | Barbara Heliodora |                                         |
| 1972 | Vida de Artista            | Miguelona         | [ 5 ]                                   |

## Teatro
- 1965 - Electra
- 1968 - Juventude em crise
- 1968 - Hipólito - Indicada para o Molière de melhor atriz
- 1970 - Alice no País Divino Maravilhoso - Indicada para o Molière de melhor atriz
- 1970 - As Moças - Indicada para o Molière de melhor atriz
- Ventos nos Ramos de Sassafrás
- 1972 - A China é Azul - Prêmio Molière de melhor atriz
- 1973 - Calabar, de Chico Buarque e Rui Guerra
- 1974 - Pippin
- Romanceiro da Inconfidência
- 1978 - O Fado e a Sina de Mateus e Catirina
- 1978 - Os Veranistas - Troféu Mambembe de Melhor Atriz
- 1983 - A Eterna Luta Entre o Homem e a Mulher
- 2011 - O homem de rosto sem face
- Entre Outras...